# آزمایشگاه‌های ملی وزارت انرژی ایالات متحده آمریکا

نشان رسمی وزارت انرژی ایالات متحده آمریکا

آزمایشگاه‌های ملی وزارت انرژی ایالات متحده آمریکا (انگلیسی: United States Department of Energy national laboratories) سامانه‌ای از امکانات و آزمایشگاه‌های تحت نظارت وزارت انرژی ایالات متحده آمریکا به قصد پیشبرد علم و فناوری برای برآورده کردن مأموریت وزارت انرژی است. شانزده تا از ۱۷ آزمایشگاه ملی وزارت انرژی مراکز تحقیق و توسعه با بودجه فدرال هستند که به وسیلهٔ قراردادهای مدیریت و بهره‌برداری توسط سازمان‌های بخش خصوصی تأمین کارکنان و بهره‌برداری می‌شوند.

## فهرست آزمایشگاه‌های ملی وزارت انرژی
- آزمایشگاه ملی فناوری انرژی**

در پیتسبرگ، پنسیلوانیا (۱۹۱۰)
در مرگنتاون، ویرجینیای غربی (۱۹۴۶)
در شوگرلند، تگزاس (۲۰۰۰)
در فربنکس (۲۰۰۱)
در آلبانی، اورگن (۲۰۰۵)
- آزمایشگاه ملی لارنس برکلی* در برکلی، کالیفرنیا (۱۹۳۱)
- آزمایشگاه ملی لس آلاموس* در لس آلاموس، نیومکزیکو (۱۹۴۳)
- آزمایشگاه ملی اوک ریج* در اوک ریج، تنسی (۱۹۴۳)
- آزمایشگاه ملی آرگون* در شهرستان دوپیج، ایلینوی (۱۹۴۶)
- آزمایشگاه ایمز* در ایمز، آیووا (۱۹۴۷)
- آزمایشگاه ملی بروکهیون* در آپتن، نیویورک (۱۹۴۷)
- آزمایشگاه ملی سندیا* در البوکرکی، نیومکزیکو و لیورمور، کالیفرنیا (۱۹۴۸)
- آزمایشگاه ملی آیداهو* بین آرکو، آیداهو و آیداهو فالز، آیداهو (۱۹۴۹)
- آزمایشگاه فیزیک پلاسما پرینستون* در پرینستون، نیوجرسی (۱۹۵۱)
- آزمایشگاه ملی لارنس لیورمور* در لیورمور، کالیفرنیا (۱۹۵۲)
- آزمایشگاه ملی سونا ریور* در ایکن، کارولینای جنوبی (۱۹۵۲)
- آزمایشگاه ملی شتاب‌دهنده اسلاک* در منلو پارک، کالیفرنیا (۱۹۶۲)
- آزمایشگاه ملی شمال‌غربی پاسیفیک* در ریچلند، واشینگتن (۱۹۶۵)
- آزمایشگاه فرمی* در بتیویا، ایلینوی (۱۹۶۷)
- آزمایشگاه ملی انرژی تجدیدپذیر* در گلدن، کلرادو (۱۹۷۷)
- تأسیسات شتابدهنده ملی توماس جفرسون* در نیوپورت نیوز، ویرجینیا (۱۹۸۴)

* GOCO (در مالکیت دولت، در بهره‌برداری پیمانکار)

** GOGO (مالکیت دولت، بهره‌برداری دولت)